# 모발

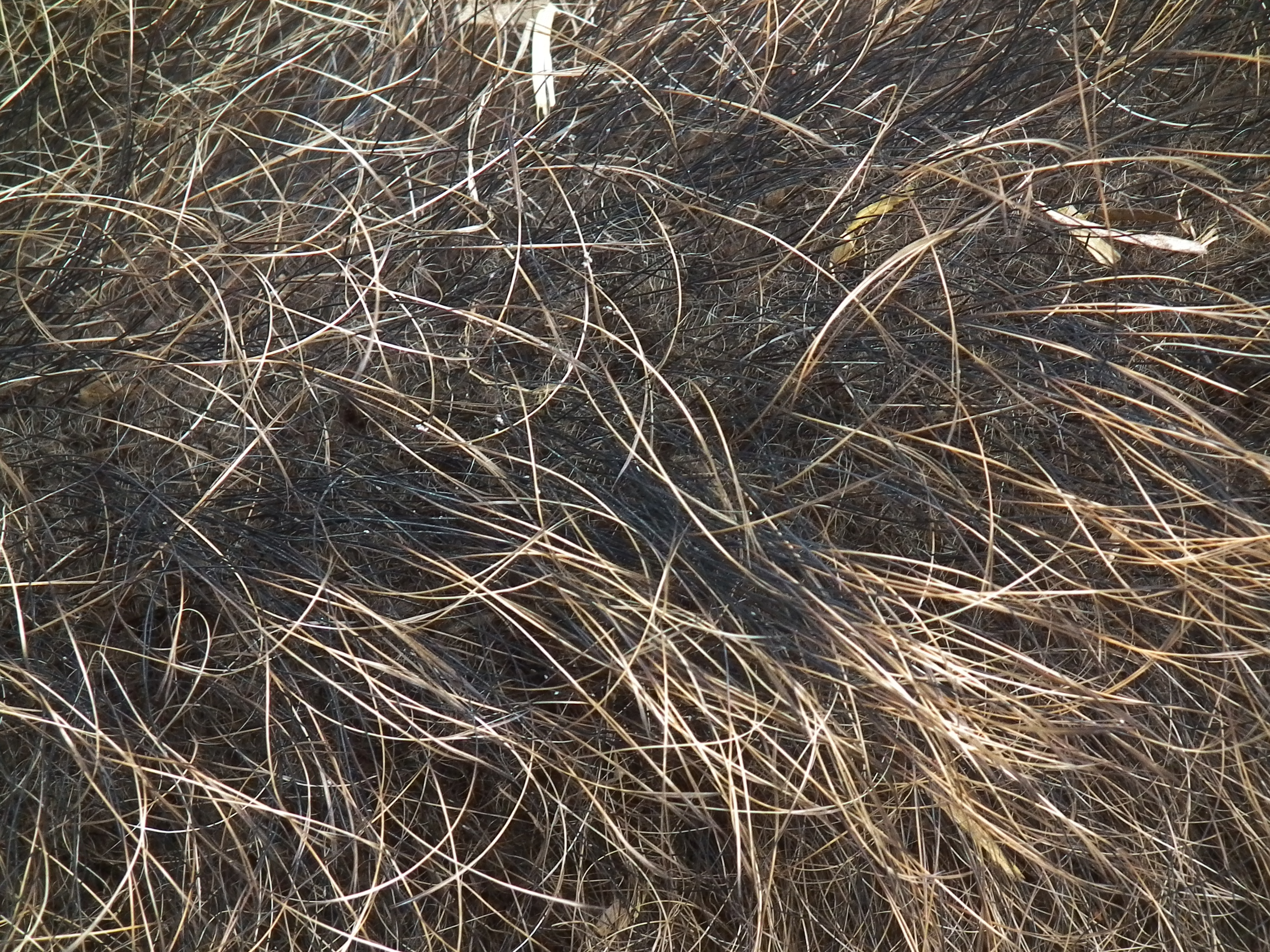
마갈리차 슈바인(울슈바인), 독일 바덴뷔르템베르크주 만하임의 헤르초겐리트 공원에서 촬영됨

모발(Hair)은 머리카락에 포유류를 구분짓는 중요한 특징 중 하나이다. 인간의 몸은 털이 없는 피부 부위를 제외하고는 대부분 모낭으로 덮여 있으며, 이 모낭에서 굵은 종모(말단모)와 가는 솜털(속털)이 생성된다. 일반적으로 머리카락에 대한 관심은 주로 모발 성장, 모발 유형, 그리고 모발 관리에 집중되지만, 머리카락은 주로 알파-케라틴이라는 단백질로 이루어진 중요한 생체 재료이기도 하다.
머리 모양이나 제모와 같은 머리카락의 다양한 형태에 대한 태도는 문화와 시대에 따라 매우 다양하지만, 종종 개인의 신념이나 사회적 지위, 나이, 성별, 종교와 같은 정체성을 나타내는 수단으로 사용된다.

## 설명

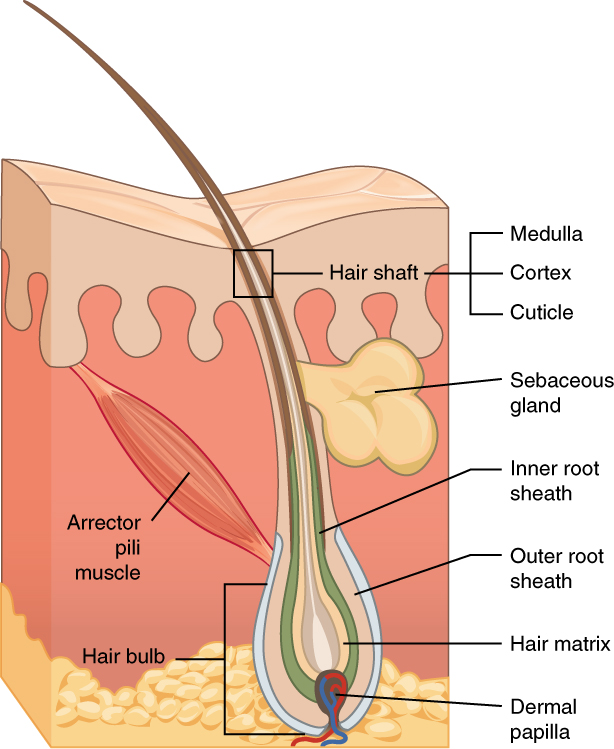
모발 축과 모근의 구조

모발의 각 가닥은 수질, 피질, 큐티클로 구성된다. 가장 안쪽 영역인 수질은 열려 있고 구조화되지 않은 영역으로 항상 존재하지는 않는다. 고도로 구조적이고 조직화된 피질은 모발의 세 층 중 두 번째 층으로 기계적 강도와 수분 흡수의 주된 원천이다. 피질에는 멜라닌이 포함되어 있으며 멜라닌 과립의 수, 분포 및 유형에 따라 섬유질의 색상을 지정한다. 멜라닌은 털 가장자리 주위에 고르게 분포되어 있거나 모여 있을 수 있다.
모낭의 모양은 피질의 모양을 결정하고, 섬유의 모양은 털이 얼마나 곧고 곱슬거리는가와 관련이 있다. 직모를 가진 사람들은 둥근 모발 섬유를 가지고 있다. 타원형 및 기타 모양의 섬유는 일반적으로 더 물결 모양이거나 곱슬곱슬한다. 큐티클은 외부 덮개이다. 그 복잡한 구조는 모발이 부풀어 오르면서 미끄러지고 모발이 물을 밀어내도록 하는 지질의 단일 분자층으로 덮여 있다.
사람의 털 직경은 0.017~0.18mm(0.00067~0.00709인치)이다. 인간 머리털의 이러한 특징 중 일부는 인종에 따라 다르다. 대부분 아프리카계 사람들은 직경이 60-90μm이고 단면이 편평한 모발을 갖는 경향이 있는 반면, 대부분 유럽 또는 중동계 사람들은 모발을 갖는 경향이 있다. 직경이 70~100μm이고 단면이 타원형이며, 대부분 아시아인이나 아메리카 원주민 조상의 사람들은 직경이 90~120μm이고 단면이 둥근 모발을 갖는 경향이 있다. 증발을 통해 몸을 식히는 수분을 생성하는 작은 관형 땀샘과 땀샘이 약 200만 개 있다. 모발 입구에 있는 땀샘에서는 모발에 윤활유를 공급하는 지방 분비물이 생성된다.
모발 성장은 모낭 내부에서 시작된다. 털의 유일한 "살아있는" 부분은 모낭에서 발견된다. 눈에 보이는 털은 생화학적 활동을 나타내지 않으며 "죽은" 것으로 간주되는 모간이다. 모근의 기저부에는 모간을 생성하는 세포가 포함되어 있다. 모낭의 다른 구조로는 모발에 윤활유를 공급하는 기름을 생성하는 피지선과 모발을 꼿꼿이 세우는 역할을 하는 털기모근이 있다. 체모가 적은 사람의 경우 그 효과로 인해 닭살이 돋는 경향이 있다.

### 모발 뿌리
모발 구근이라 불리는 부위에서 끝나는데, 이곳은 털 줄기보다 색이 희고 질감이 부드럽다. 구근은 모낭이라 하는 표피의 주름진 구조 속에 자리 잡고 있다. 머리카락 구근은 섬유성 결합조직, 유리질막, 외부 모근막, 그리고 상피층으로 이루어진 내부 모근막(헨레층과 헉슬리층), 큐티클, 겉껍질, 속심으로 구성되어 있다.

### 본연의 색
모든 자연스러운 머리색은 두 가지 유형의 색소에 의해 결정된다. 이들 색소는 모두 멜라닌의 한 종류로, 모낭 내부에서 생성되어 머리카락 섬유 속의 과립 형태로 존재한다. 유멜라닌은 갈색과 검은색 머리카락에서 주로 발견되는 색소이며, 페오멜라닌은 붉은 머리카락에서 우세하다. 금발은 머리카락에 색소가 거의 없을 때 나타나는 결과이다. 머리카락이 희게 변하는 흰머리는 멜라닌 생성이 감소하거나 멈출 때 발생하며, 폴리오시스는 일반적으로 멜라닌이 전혀 존재하지 않았거나 유전적인 이유로 어린 시절에 멜라닌 생성이 중단된 부위에 생기는 흰머리와 그 부위의 피부를 의미한다.

### 인간의 모발 성장
머리카락은 점막과 손바닥, 발바닥, 입술처럼 털이 없는 피부를 제외한 신체 외부 전반에 걸쳐 자란다.
인체에는 솜털과 안드로겐성 모발 등 여러 종류의 머리카락이 존재하며, 각각의 머리카락은 고유한 세포 구조를 가지고 있다. 이러한 구조적 차이는 머리카락에 독특한 특성을 부여하며, 주로 보온과 보호라는 역할을 수행한다.
머리카락은 자라는 속도와 길이가 다양하며, 그 구성에 따라 색상과 질감이 달라져 머리카락의 성장 길이에 영향을 미친다.
머리카락의 성장 과정은 생장기(아나겐), 퇴행기(카타겐), 휴지기(텔로겐) 세 단계로 구분된다. 인체의 각 머리카락은 각기 다른 성장 단계에 있으며, 한 주기가 끝나면 새로운 머리카락이 자라나기 시작한다. 머리카락의 성장 속도는 개인의 나이, 유전적 요인 및 환경적 요소에 따라 다르다. 일반적으로 머리카락은 한 달에 약 1cm 정도 자란다고 알려져 있으나, 실제로는 모든 머리카락이 동시에 자라는 것은 아니다. 두피 머리카락의 성장 속도는 한 달에 0.6cm에서 3.36cm까지 다양하며, 나이가 들수록 다소 느려지는 경향이 있다. 또한 성별과 인종에 따라 차이가 있으며, 굵은 머리카락(60μm 이상)이 가는 머리카락(20~30μm)보다 더 빨리 자라는 경향이 있다.
과거에는 백인 머리카락이 아시아인보다 더 빨리 자라고, 여성 머리카락이 남성보다 더 빨리 자란다고 생각되었으나, 최근 연구에 따르면 남녀 간의 머리카락 성장 속도 차이는 크지 않으며, 중국인의 머리카락이 프랑스계 백인과 서부 및 중앙 아프리카인보다 더 빨리 자라는 것으로 밝혀졌다. 머리카락의 개수는 머리색에 따라 대략 일정한 범위 내에 있으며, 금발은 평균 15만 개, 갈색 머리 11만 개, 검은 머리 10만 개, 빨간 머리 9만 개 정도이다. 사람의 사망 이후에는 머리카락 성장이 멈추며, 죽은 몸에서 머리카락이 자라는 것처럼 보이는 현상은 피부가 건조해지면서 수분이 증발하는 데 따른 착시 현상이다.
세계에서 가장 긴 머리카락을 가진 살아 있는 사람은 인도 우타르프라데시 출신의 스미타 스리바스타바로, 2023년 11월 기네스 세계 기록에 등재되었다. 그녀의 머리카락 길이는 7피트 9인치(약 236cm)이며, 32년 동안 머리카락을 길러왔다.

### 질감
머리카락은 다양한 질감을 지니고 있다. 머리카락 질감의 주요 세 가지 요소는 곱슬 패턴, 볼륨, 그리고 결이다. 모든 포유류의 머리카락은 케라틴으로 구성되어 있어, 모낭의 구조가 머리카락 곱슬기의 차이를 만들어내는 원인은 아니다. 머리카락 곱슬 패턴에 관한 여러 이론이 존재하지만, 과학자들은 머리카락 줄기의 형태가 곱슬기의 정도에 영향을 미친다는 견해에 주목하고 있다. 머리카락 줄기가 매우 둥근 경우, 머리카락 내 이황화 결합의 수가 적어 결합들이 일직선상에 배열되어 곧은 머리카락이 형성된다.
머리카락 줄기가 평평해질수록 곱슬기가 강해지는데, 이는 평평한 형태가 시스테인 결합을 더욱 밀집시켜 굽은 형태를 만들기 때문이다. 이 굽은 형태는 이황화 결합이 더해질수록 점점 더 곱슬해진다. 머리카락 곱슬기의 형태는 모낭의 모양에 의해 결정되며, 모낭의 크기는 머리카락의 굵기를 좌우한다. 모낭의 둘레가 넓어질수록 머리카락 굵기도 함께 두꺼워진다. 따라서 개인의 머리카락 볼륨은 가늘거나 보통이거나 두꺼운 형태로 구분될 수 있다.
머리카락의 결은 대체로 가는 결, 중간 결, 굵은 결 세 가지 범주로 나눌 수 있다. 이는 모낭의 부피와 머리카락 상태에 의해 결정된다. 가는 머리카락은 가장 작은 둘레를 가지며, 굵은 머리카락은 가장 큰 둘레를 가진다. 중간 결은 이 둘의 중간 정도에 해당한다. 또한 굵은 머리카락은 가늘거나 중간 굵기의 머리카락에 비해 큐티클이 더 열려 있어, 가장 다공성(투과성)이 높은 특징을 지닌다.

#### 분류 체계
사람들은 머리카락의 곱슬 패턴을 분류하기 위해 여러 가지 분류 체계를 사용한다. 개인의 머리카락 유형을 이해하는 것은 올바른 모발 관리를 위한 좋은 출발점이 된다. 머리카락 유형을 파악하는 방법은 하나에 국한되지 않으며, 여러 가지 유형이 혼합되어 나타나는 것도 충분히 자연스러운 일이다. 예를 들어, 3a형과 3b형 곱슬 머리카락이 함께 존재할 수 있다.

#### 안드레 워커 분류 체계
안드레 워커 헤어 타입 분류 체계는 가장 널리 사용되는 머리카락 분류 시스템이다. 이 체계는 오프라 윈프리의 헤어스타일리스트인 안드레 워커에 의해 만들어졌다. 이 분류에 따르면 머리카락은 네 가지 유형으로 나뉜다: 직모, 물결모, 곱슬머리, 그리고 곱슬기가 매우 강한 머리카락이다.
| 타입 1: 직모     | 타입 1: 직모             | 타입 1: 직모                                                                                       |
| ---------------- | ------------------------ | -------------------------------------------------------------------------------------------------- |
| 1a               | 직모 (가늘고 얇음)       | 머리카락이 매우 부드럽고 얇으며, 윤기가 나고 기름짐. 컬을 유지하기 어려우며 손상도 쉽지 않음.      |
| 1b               | 직모 (중간 굵기)         | 볼륨과 몸통감이 특징임.                                                                            |
| 1c               | 직모 (굵음)              | 뼈처럼 뻣뻣하고 거칠며 컬을 만들기 어려움.                                                         |
| 타입 2: 웨이브   |                          | |
| 2a               | 물결모 (가늘고 얇음)     | 뚜렷한 "S" 패턴이 있으며 쉽게 펴거나 컬링할 수 있고, 다양한 스타일에 잘 맞음.                      |
| 2b               | 물결모 (중간 굵기)       | 약간 곱슬거리고 스타일링에 다소 저항적일 수 있음.                                                  |
| 2c               | 물결모 (굵음)            | 꽤 거칠고 곱슬거리거나 두꺼운 물결이 있으며, 스타일링에 더 저항적임.                               |
| 타입 3: 곱슬머리 |                          | |
| 3a               | 곱슬모 (느슨함)          | 뚜렷한 "S" 패턴이 나타나며 두께, 볼륨, 그리고/또는 곱슬거림이 결합됨.                              |
| 3b               | 곱슬머리 (촘촘한/빽빽한) | 뚜렷한 "S"자 형태를 띠며, 컬은 나선형부터 코르크마개 모양의 나선까지 다양하게 나타냄.              |
| 타입 4: 곱슬머리 |                          | |
| 4a               | 곱슬머리 (부드러운)      | 머리카락은 매우 뻣뻣하고 약한 경향이 있으며, 촘촘하게 말려 있고 곱슬 형태의 패턴을 보일 수 있음.   |
| 4b               | 곱슬머리 (뻣뻣한)        | 4A와 비슷하지만 컬의 형태가 덜 뚜렷하며, 선명한 곡선보다는 날카로운 각을 가진 "Z"자 형태에 가까움. |

- 1형은 직모로, 네 가지 유형 중 가장 윤기가 많고 탄력성이 뛰어난 머리카락이다. 손상되기 어렵고 컬을 만들기도 매우 힘든 질감이다. 곱슬이나 굴곡이 없어 피지가 두피에서 모발 끝까지 쉽게 퍼지므로, 가장 기름지기 쉬운 머리카락 유형이기도 하다.
- 2형은 물결머리로, 질감과 윤기가 직모와 곱슬머리의 중간 정도에 해당한다. 물결머리는 직모보다 곱슬거림(frizz)이 더 잘 생기며, A형은 직모와 곱슬머리 스타일을 쉽게 오갈 수 있는 반면, B형과 C형은 스타일링에 저항하는 성향이 강하다.
- 3형은 S자 모양의 곱슬머리로, 곱슬 패턴이 소문자 ‘s’나 대문자 ‘S’와 비슷하거나 때로는 대문자 ‘Z’ 또는 소문자 ‘z’ 형태를 띠기도 한다. 적절한 관리가 이루어지지 않으면 곱슬이 덜 뚜렷해진다.
- 4형은 곱슬기가 매우 강한 머리카락으로, 촘촘히 감긴 컬 패턴을 가지거나 명확한 곱슬 패턴이 전혀 없을 수도 있다. 이 유형의 머리카락은 매우 높은 밀도를 가지며 대체로 약한 편이다. 젖으면 머리카락이 수축하며, 다른 유형에 비해 큐티클 층이 적어 손상에 더 취약하다.

## 인체에 관한 털
털은 피부의 깊은 홈, 즉 피구(皮溝)라 불리는 부분에서 자라난다. 인체의 털은 외부의 물리적 자극이나 이물질로부터 피부를 보호하고, 체온을 유지하는 기능을 한다.
털을 하나의 기관, 즉 '모기관(毛器官)'으로 볼 경우, 털은 그 자체와 털뿌리를 둘러싸고 있는 모낭(毛包)으로 구성된다. 모낭에는 입모근(立毛筋)이 부착되어 있어 털을 세우며, 이로 인해 일명 '닭살' 현상이 나타난다. 털은 피부 밖으로 드러난 '모간(毛幹)'과 피부 속에 묻혀 있는 '모근(毛根)'으로 나뉜다. 모근은 다시 털속질(毛髓質), 털피질(毛皮質), 털겉질(毛小皮)의 세 층으로 이루어져 있다.
모근의 가장 아래쪽에는 '모구(毛球)'라 불리는 부분이 있으며, 그 중심에는 '모유두(毛乳頭)'가 자리한다. 모유두를 둘러싼 모기질(毛母)에는 혈관이 분포하며, 이곳에는 모모세포(毛母細胞)와 멜라닌세포가 존재한다. 모모세포는 활발히 분열·분화하면서 케라틴을 생성하여 털을 형성하고, 멜라닌세포는 멜라닌 색소를 생산하여 털에 색을 부여한다.
안드로겐(남성 호르몬)은 수염, 가슴털, 음모 등의 발달을 촉진하는 반면, 두피 모발의 성장은 오히려 억제하는 작용을 한다. 또한, 부신피질 호르몬 역시 털의 성장을 촉진하는 역할을 한다.
털은 일정한 주기를 따라 자라고 빠지는 과정을 반복하는데, 이를 '모주기(毛周期)'라 한다. 모주기는 성장기, 퇴행기, 휴지기의 세 단계로 이루어져 있으며, 신체 부위나 개인의 연령에 따라 그 기간이 달라진다. 일반적으로 나이가 들수록 모주기의 주기는 길어지는 경향이 있다.
질환이나 유전적 요인으로 인해 털이 줄어든 경우, 이를 보완하기 위한 방법으로 '모발 이식술'이 존재한다. 모발 이식은 자신의 모발을 이식하는 '자가모 이식'과, 인공 모발을 사용하는 '인공모 이식'으로 나뉜다.

## 구성
모발은 주로 케라틴 단백질과 케라틴 결합 단백질(KRTAPs)로 구성된다. 인간 유전체는 모발 내에 다양한 비율로 존재하는 총 54종의 상이한 케라틴 단백질을 암호화하고 있으며, 이와 더불어 100종이 넘는 케라틴 결합 단백질 또한 암호화하고 있다. 이러한 KRTAPs는 머리카락 내에서 케라틴 간의 교차결합을 형성하는 역할을 수행한다. KRTAPs의 함량은 인간의 머리카락에서는 3% 미만이지만, 바늘두더지의 가시에서는 30–40%에 달한다.

## 기능
많은 포유류는 서로 다른 기능을 수행하는 털과 기타 모발을 가지고 있다. 털은 온도 조절과 위장 기능을 제공하며, 일부 동물에게는 경고, 교미, 또는 다른 의사소통을 위한 신호 역할을 한다. 또한, 일부 동물에게는 방어 기능을 수행하기도 하며, 드물게는 공격적인 보호 수단으로도 사용된다. 털은 피부 표면을 넘어 촉각을 확장하는 감각 기능도 갖추고 있다. 보호털은 경고 신호를 전달하여 반사적인 회피 반응을 유발할 수 있다.

### 따뜻함
인간은 의복 등 다양한 방법으로 체온을 유지해 왔으나, 두피에 난 머리카락은 주로 열 절연 및 냉각(땀이 머리카락에 젖어 증발할 때) 기능과 자외선으로부터의 보호 역할을 수행한다. 신체 다른 부위의 털 기능에 대해서는 여전히 논란이 있다. 추운 날씨에 야외 활동 시 동상과 저체온증을 예방하기 위해 모자와 외투 착용이 필수적이지만, 인체의 털은 내부 체온 조절에 도움을 주는 역할을 한다. 체온이 지나치게 낮아지면 모낭에 부착된 피부립근(arrector pili muscle)이 수축하여 해당 부위의 털이 곧추서게 된다. 이로써 표피 위에 열을 가두는 층이 형성되는데, 이를 학술적으로는 ‘털세움현상(piloerection)’이라 하며, 이는 라틴어 ‘pilus(털)’와 ‘erectio(일어남)’에서 유래하였다. 일상적으로는 ‘소름이 돋는다’고 표현된다. 이 현상은 털이 풍성한 다른 포유류에서 더욱 효과적이며, 털이 부풀어 올라 털 사이에 공기층을 형성함으로써 체온을 보존한다. 반대로 체온이 높을 경우 피부립근이 이완되어 털이 피부에 눕게 되고, 이를 통해 열이 쉽게 방출된다.

### 보호
일부 포유류, 예를 들어 고슴도치와 호저에서는 털이 단단한 가시나 깃털 모양으로 변형되어 있다. 이들은 두꺼운 케라틴 판으로 덮여 있어 포식자로부터의 방어 수단으로 기능한다. 사자의 갈기나 회색곰의 털처럼 두꺼운 털은 물림이나 긁힘과 같은 물리적 손상으로부터 어느 정도 보호 역할을 한다.

### 촉각
모발 축의 이동과 진동은 모낭 내 신경 수용기와 피부 내 신경 수용기에 의해 감지된다. 털은 공기의 움직임뿐만 아니라 물리적인 접촉도 감지할 수 있으며, 체외기생충의 존재를 인지하는 감각 역할을 수행한다. 특히 속눈썹과 같은 일부 털은 잠재적으로 해로운 물질의 접근에 매우 민감하다.

#### 눈썹과 속눈썹
눈썹은 눈을 먼지, 땀, 빗물로부터 적당히 보호하는 역할을 한다. 또한 슬픔, 분노, 놀람, 흥분과 같은 감정을 표출함으로써 비언어적 의사소통에 중요한 역할을 수행한다. 많은 다른 포유류에서는 눈썹에 고양이 수염과 유사한 긴 촉각 털이 포함되어 있어 촉각 센서로 기능하기도 한다.
속눈썹은 눈꺼풀 가장자리에 자라며 눈을 먼지로부터 보호한다. 속눈썹은 인간, 낙타, 말, 타조 등에서 고양이의 수염과 같은 역할을 하는데, 먼지나 이물질 등 눈에 해로울 수 있는 물체가 가까이 접근할 때 이를 감지한다. 이로 인해 눈은 반사적으로 감기게 된다.
눈썹과 속눈썹은 일정 길이 이상 자라지 않으며, 속눈썹의 길이는 보통 10mm를 넘지 않는다. 그러나 모발 과성장증(trichomegaly)이 발생하면 속눈썹이 눈에 띄게 길고 두드러지게 자랄 수 있으며, 일부 경우에는 위쪽 속눈썹이 15mm까지 자라기도 한다.

## 진화
털은 약 3억 년 전 포유류의 공통 조상인 싱압시드(synapsid)에서 기원하였다. 싱압시드가 언제 체모와 유선과 같은 포유류 특성을 획득하였는지는 아직 명확하지 않은데, 화석에서 연조직에 대한 직접적인 증거가 거의 발견되지 않기 때문이다. 일부 펠리코사우루스(pelycosaur), 예를 들어 학명이 하프토두스(Haptodus)로 추정되는 종의 배와 꼬리 아래 부위에서 발견된 피부 자국은 기저 싱압시드가 현대 악어와 유사한 직사각형 비늘의 횡열을 지니고 있음을 보여준다. 이에 따르면 털의 출현 시기는 약 2억 9천 9백만 년 전을 넘지 않는 것으로 추정된다. 상부 페름기 후기의 테라프시드인 에스테메노수쿠스(Estemmenosuchus)의 매우 잘 보존된 두개골에서는 매끈하고 털이 없는 피부와 분비선 자국으로 보이는 흔적이 확인되었으나, 반수생종이었기에 육상종의 피부 상태를 파악하는 데는 제한적이다.
가장 오래된 명확한 털의 화석 증거는 중쥐라기 후기에 해당하는 칼로비안(Callovian) 지층에서 발견된 카스토로카우다(Castorocauda)와 동시대의 하라미이단(Haramiyida) 등 초기 포유류형 시노돈트(cynodont)에서 나타나며, 이는 약 2억 2천만 년 전으로 추정된다.
최근 러시아 말기 페름기 화석 배설물 연구에서는 당시 비포유류 싱압시드에도 털이 있었을 가능성을 제시하고 있어, 만약 사실이라면 이는 가장 오래된 털의 흔적으로, 털이 고생대 말기부터 존재했음을 보여준다.
현대 포유류 중 일부는 털을 다듬는 데 사용하는 특별한 분비선인 하르데리안선(harderian gland)을 눈 주위에 지니고 있다. 이 구조의 흔적은 초기 소형 포유류인 모르가누코돈(Morganucodon)의 두개골에서 발견되지만, 시노돈트 조상인 쓰리낙소돈(Thrinaxodon)에서는 나타나지 않는다.
현대 동물의 털은 모두 신경과 연결되어 있어 감각 신호를 전달하는 역할도 한다. 털은 원래 감각 털(수염)에서 진화했을 가능성이 크며, 이 감각 기관에서 보내는 신호는 뇌의 신피질(neocortex)에서 처리된다. 신피질은 모르가누코돈과 하드로코디움(Hadrocodium)과 같은 동물에서 크게 발달하였다. 진보된 테라프시드는 벌거벗은 피부, 수염, 비늘이 혼재된 형태였을 것으로 추정되며, 완전한 털갈이는 테라프시드에서 포유류로의 전환 시기에 이루어졌을 가능성이 크다. 또한 보다 작고 진보된 테라프시드는 털과 비늘이 공존하는 형태를 가졌을 수 있는데, 이는 현재 설치류나 주머니쥐와 같은 일부 포유류에서도 찾아볼 수 있다.
털의 크기, 색상 및 미세구조는 종 간에 매우 큰 변이가 나타나기 때문에 단일 털만으로도 종을 식별할 수 있는 경우가 많다.
대부분의 포유류는 정도의 차이는 있으나 자연적으로 털이 없는 피부 부위를 일부 지니고 있다. 인간의 경우, 털이 없는 피부는 손가락의 배면, 손바닥, 발바닥, 입술 등 신체의 일부에 분포하며, 이는 외부 환경과의 직접적인 접촉과 밀접한 관련이 있다. 이와 유사하게 소음순과 음경 귀두 또한 털이 없는 부위에 속한다. 인간의 털이 없는 피부에는 파치니 소체, 마이스너 소체, 메르켈 판, 루피니 소체의 네 가지 주요 기계수용기가 존재한다.
반면, 나 naked mole-rat(무모두더지)는 전신에 털이 거의 없도록 진화하였으나, 몸 전체에 매우 드문드문 분포한 긴 촉각 털은 유지하고 있다. 털이 없는 특성은 유아형성(neoteny)과 관련된 형질일 가능성이 있다.

### 진화적 변동
영장류는 다른 포유류에 비해 상대적으로 털이 적으며, 침팬지와 같은 호미니니는 체구에 비해 털의 밀도가 낮은 편이다. 진화생물학자들은 호모 속이 약 200만 년 전 동아프리카에서 등장한 것으로 보고 있다. 이 진화 과정에는 지구력을 필요로 하는 달리기의 발달과, 더운 시간대에 활동하는 습관이 포함되었으며, 이는 발한을 통한 효율적인 체온 조절을 요구하였다. 땀샘에서 분비된 땀이 증발하면서 체내 열이 방출되는데, 이 과정은 피부 표면 근처의 공기 흐름에 의해 촉진되며, 몸의 털이 줄어들면서 이러한 공기 흐름이 원활해졌다.
인간 진화에서 또 다른 중요한 요인은 선호되는 유아형성(neoteny)의 선택으로, 특히 여성에서 두드러지게 나타났다. 성인 인간이 다른 대형 유인원에는 없는 몇몇 유아적 특징을 지닌다는 생각은 약 100년 전부터 제기되었다. 루이스 볼크는 이러한 특성들을 광범위하게 정리하였고, 스티븐 제이 굴드는 《발생과 계통》에서 간략하게 소개하였다. 또한 선진국에서는 여성의 유아형적 특성이 남성에게 매력적인 요소로 인식되는 경우가 많다. 예를 들어, 솜털(연모)은 유아적 특징에 속한다. 반면, 남성은 성적 분화 과정에서 더 길고 굵고 거친 색이 진한 말단모를 발달시키지만, 여성은 그렇지 않아 솜털이 눈에 띄게 남아 있다.

### 텍스처

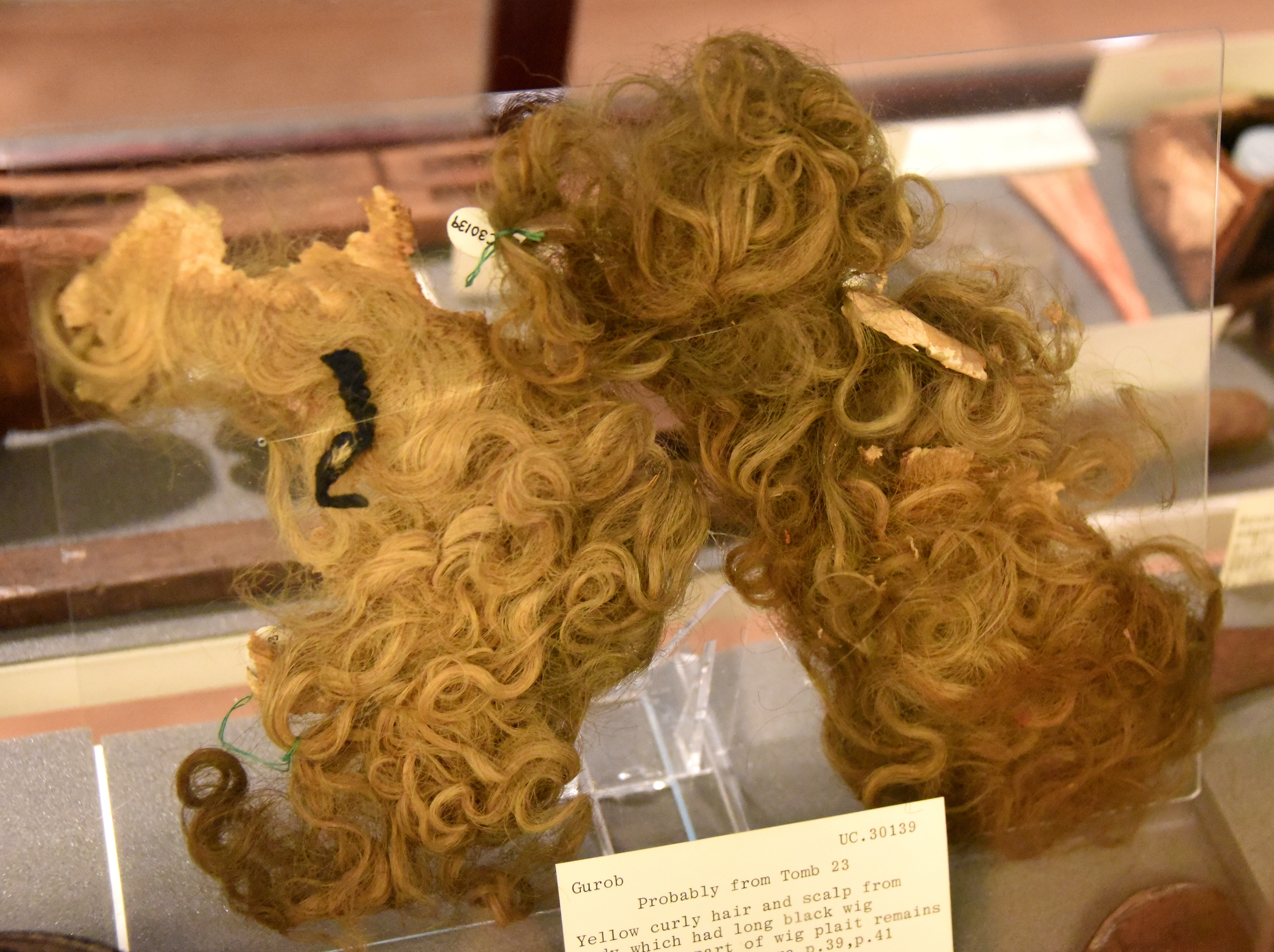
검은색 긴 가발 위에 노란색 곱슬머리와 두피가 관찰된다. 가발의 일부 땋은 부분이 일부 남아 있는 상태이다. 이 유물은 이집트 구로브 지역, 아마도 23호 무덤에서 출토된 것으로, 18~19왕조 시기에 해당한다. 현재 런던 피트리 이집트 고고학 박물관에 소장되어 있다.

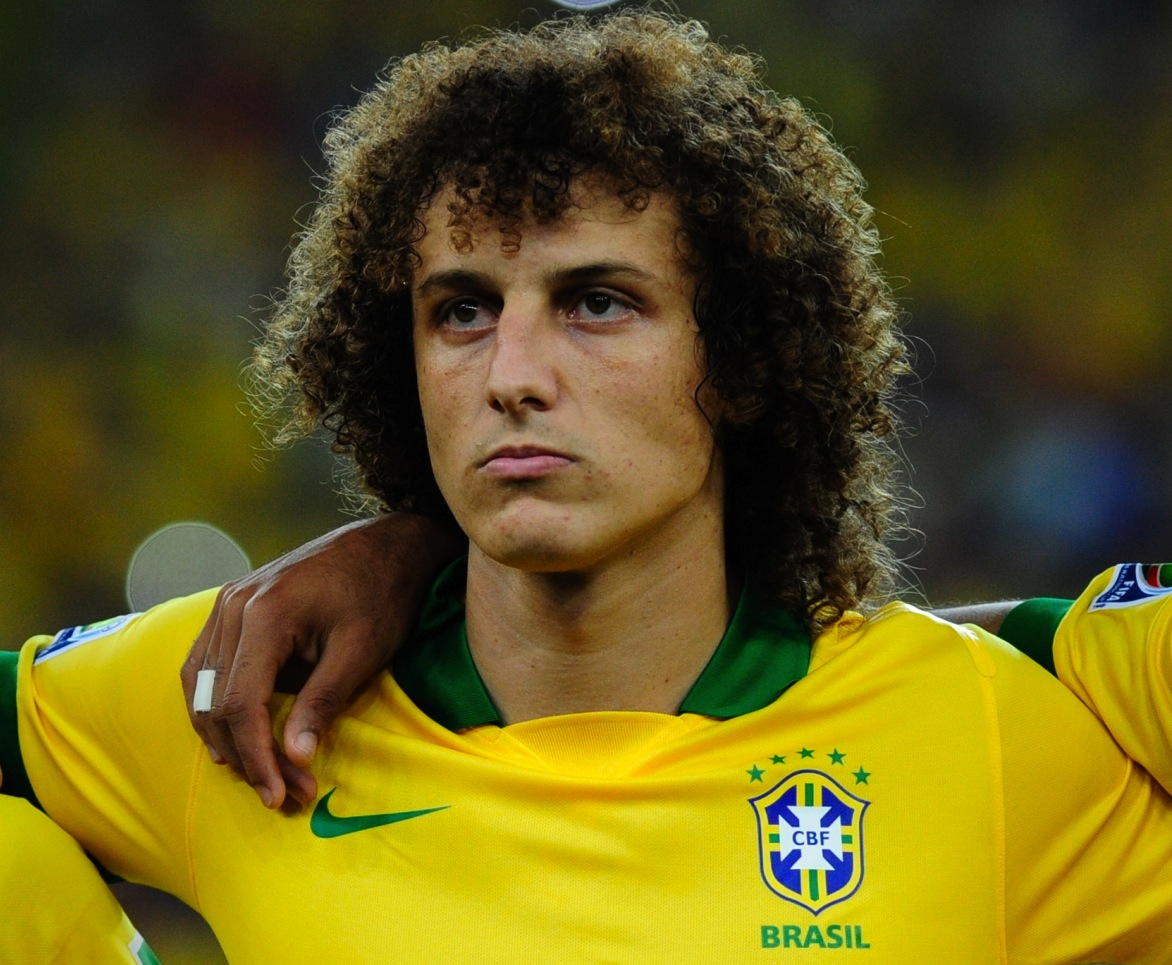
곱슬머리를 한 남성 (브라질 축구 선수 다비드 루이스)

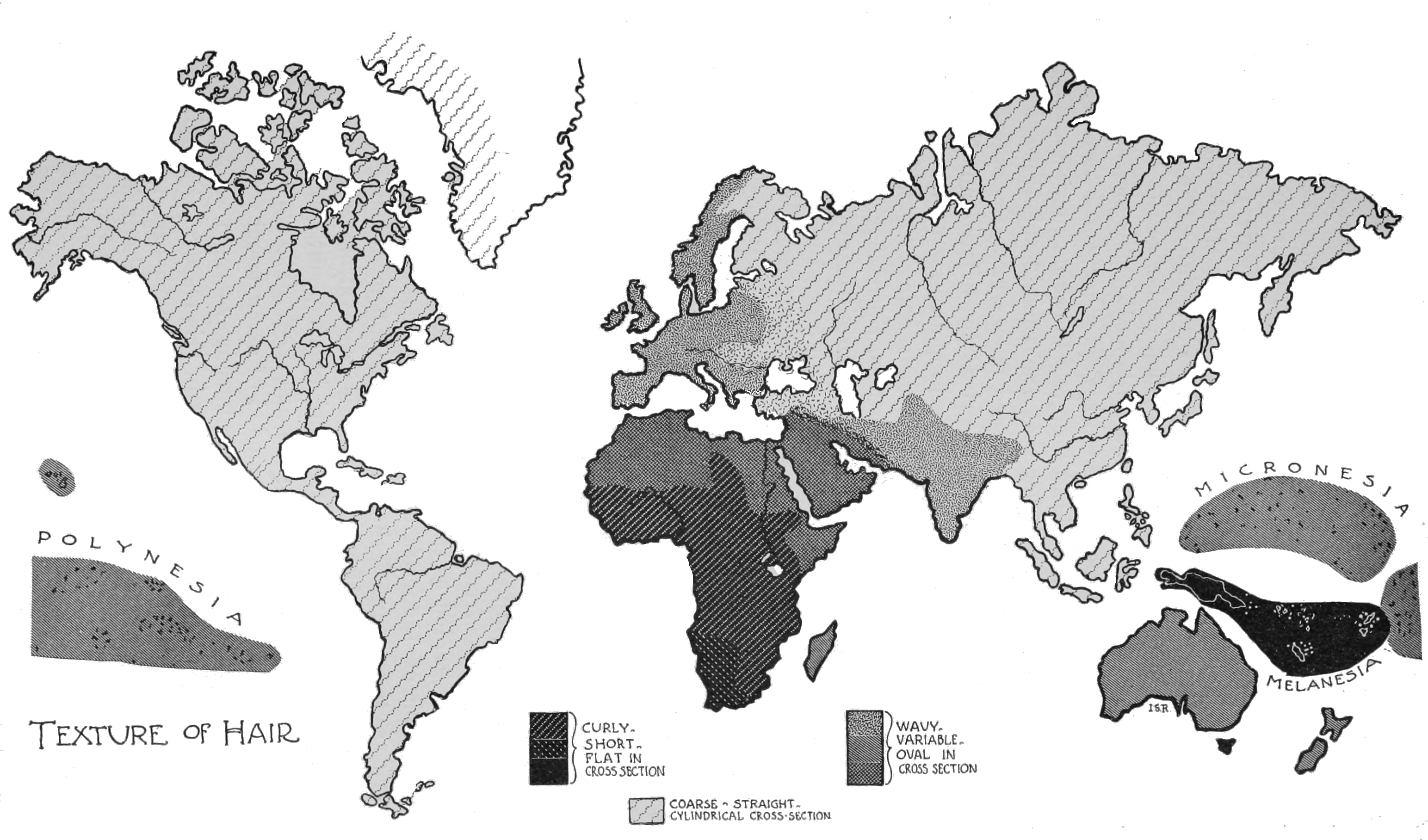
전 세계 머리카락 질감 분포 지도

#### 곱슬머리
재블론스키는 두피가 직립보행을 하며 강렬한 아프리카 적도 부근 자외선으로부터 보호받는 것이 인류 조상에게 진화적으로 유리했다고 주장한다. 일부에서는 이 논리대로라면 인간의 어깨에도 털이 많아야 한다고 반론을 제기할 수 있으나, 두뇌가 위치한 머리는 인류가 지구상에서 가장 성공적인 종으로 자리매김하는 데 중요한 기관이며, 출생 시 매우 취약하기 때문에 두피 보호가 더욱 시급한 문제였다고 볼 수 있다. 겨드랑이와 서혜부의 겨드랑이털과 사타구니털 역시 성숙의 신호로 남겨졌다. 호모 에렉투스가 털이 많은 피부에서 현대 인류처럼 털이 적은 피부로 점차 변화하는 과정에서, 머리털의 질감도 직모에서 아프리카계 머리카락 특유의 ‘곱슬’ 혹은 ‘꼬인’ 형태로 변화한 것으로 추정된다. 이는 곱슬머리가 직모에 비해 자외선이 몸속으로 침투하는 것을 더 효과적으로 막아준다는 가정에 기반한다. 따라서 곱슬머리는 적도 지역에서 연한 피부를 가진 호미니드에게 특히 유리했을 것이다.
이 가설은 아이옹가르의 연구 결과로 뒷받침된다. 연구에 따르면 자외선은 직모를 통해 모근까지 전달될 수 있으며, 이는 마치 광섬유가 빛을 전달하는 방식과 유사하다. 하지만 곱슬거리거나 꺾인 모발은 광섬유가 꺾였을 때처럼 빛 전달 효율이 떨어진다. 따라서 호모 에렉투스가 점차 직모를 잃고 털 아래 드러난 연한 피부가 자외선에 노출되면서, 직모는 오히려 적응에 불리하게 작용했을 것이다. 반대로 이후 인류가 아프리카 및 적도 지역을 벗어나면서, 어두운 피부에서 연한 피부로 변화하는 과정에서는 직모가 자외선의 체내 침투를 돕는 쪽으로 진화했을 가능성도 있다.
재블론스키는 아프로계 머리카락을 ‘양털 같은(woolly)’이라고 표현하는 것은 양털이 가진 높은 보온성을 암시하는 잘못된 표현이라고 주장한다. 오히려 아프로계 머리카락은 상대적으로 밀도가 낮고 탄력 있는 꼬임 구조를 가지고 있어 통기성이 뛰어나고, 두피에 시원한 공기가 흐를 수 있도록 돕는 스펀지 같은 구조를 이룬다. 또한 젖은 아프로계 머리카락은 완전히 젖지 않는 이상 목이나 두피에 달라붙지 않고, 기본적인 탄력과 부풀어 오르는 모양을 유지하는데, 이는 직모에 비해 습기와 땀에 덜 반응하기 때문이다. 따라서 이 특성은 강렬한 적도 기후에서 곱슬머리가 직모보다 더 쾌적함을 제공할 수 있다. 반대로 직모는 귀와 목 주변으로 자연스럽게 늘어져 떨어지며, 곱슬머리보다 추운 기후에서 조금 더 쾌적한 환경을 조성할 수 있다.
또한 이 머리카락 질감이 가장 널리 분포하는 지역이 사하라 이남 아프리카임은 주목할 만하다. 이 지역은 풍부한 유전적, 고인류학적 증거에 의해 현대 인류가 약 20만 년 전에 비교적 최근에 기원한 곳으로 알려져 있다. 유전학 연구 결과에 따르면 사하라 이남 아프리카인은 지구상에서 가장 유전적 다양성이 풍부한 대륙 집단이지만, 아프로계 머리카락은 이 지역에서 거의 보편적으로 나타난다. 이는 이 부위의 유전자 자리에서 거의 변이가 허용되지 않는 강력하고 장기적인 자연선택 압력이 작용했음을 의미하며, 이는 인간의 성적 미학만으로는 이 분포를 설명하기 어렵다는 점을 시사한다.

#### EDAR 유전자 영역

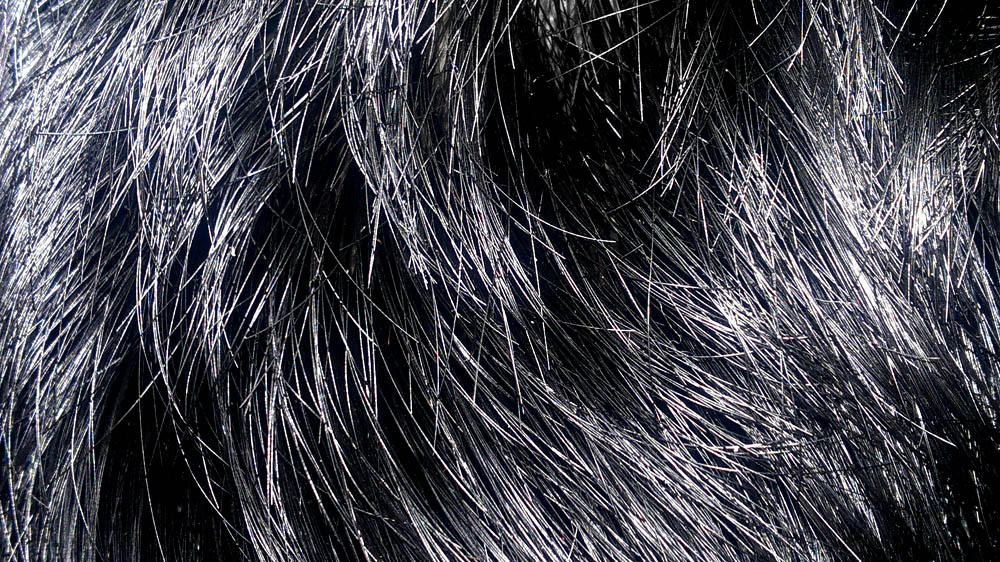
검은색 곧은 머리카락

최근 여러 연구에서 EDAR 유전자 자리의 유전적 패턴이 동아시아인 대부분에게 나타나는 머리카락 질감 변이에 영향을 미친다는 사실을 밝혀냈다. 이 연구들은 동아시아인의 직모가 원래의 촘촘하게 꼬인 아프로계 곱슬머리에서 분기된 이후 현대 인류 계통 내에서 비교적 최근에 발달했을 가능성을 지지한다. 구체적으로, 동아시아에서 우세한 ‘굵고 직모’ 질감을 결정하는 EDAR 유전자 변이는 약 65,000년 전, 즉 ‘아프리카 밖’으로의 초기 인류 이동 시기부터 현재에 이르는 기간 내에 발생한 것으로 추정된다.

## 질병
백선은 털이 있는 피부를 주로 침범하는 곰팡이성 질환이다. 조기 백발은 또 다른 상태로, 유럽인에서는 20세 이전, 아시아인에서는 25세 이전, 아프리카인에서는 30세 이전에 머리카락이 희게 변하는 현상을 말한다.

## 모발 관리
모발 관리는 두피의 머리카락뿐만 아니라 얼굴의 수염과 콧수염, 음모 및 기타 체모를 포함한 모발의 위생과 미용을 뜻한다. 모발 관리 방식은 개인의 문화적 배경과 모발의 물리적 특성에 따라 다양하게 달라진다. 머리카락은 염색하거나 다듬고, 면도하거나 뽑는 등 다양한 방법으로 관리할 수 있으며, 왁싱, 슈가링, 실리 뽑기와 같은 시술을 통해 제거하기도 한다.

### 제모 시술
제모란 피부 표면에 난 털을 제거하는 것을 의미하며, 면도와 같은 방법으로 이루어진다. 반면, 제모(epilation)는 모낭을 벗어나지 않은 털의 일부까지 포함하여 털 전체를 뿌리째 제거하는 것이다. 제모의 대표적인 방법으로는 왁싱이 널리 사용된다.

#### 면도

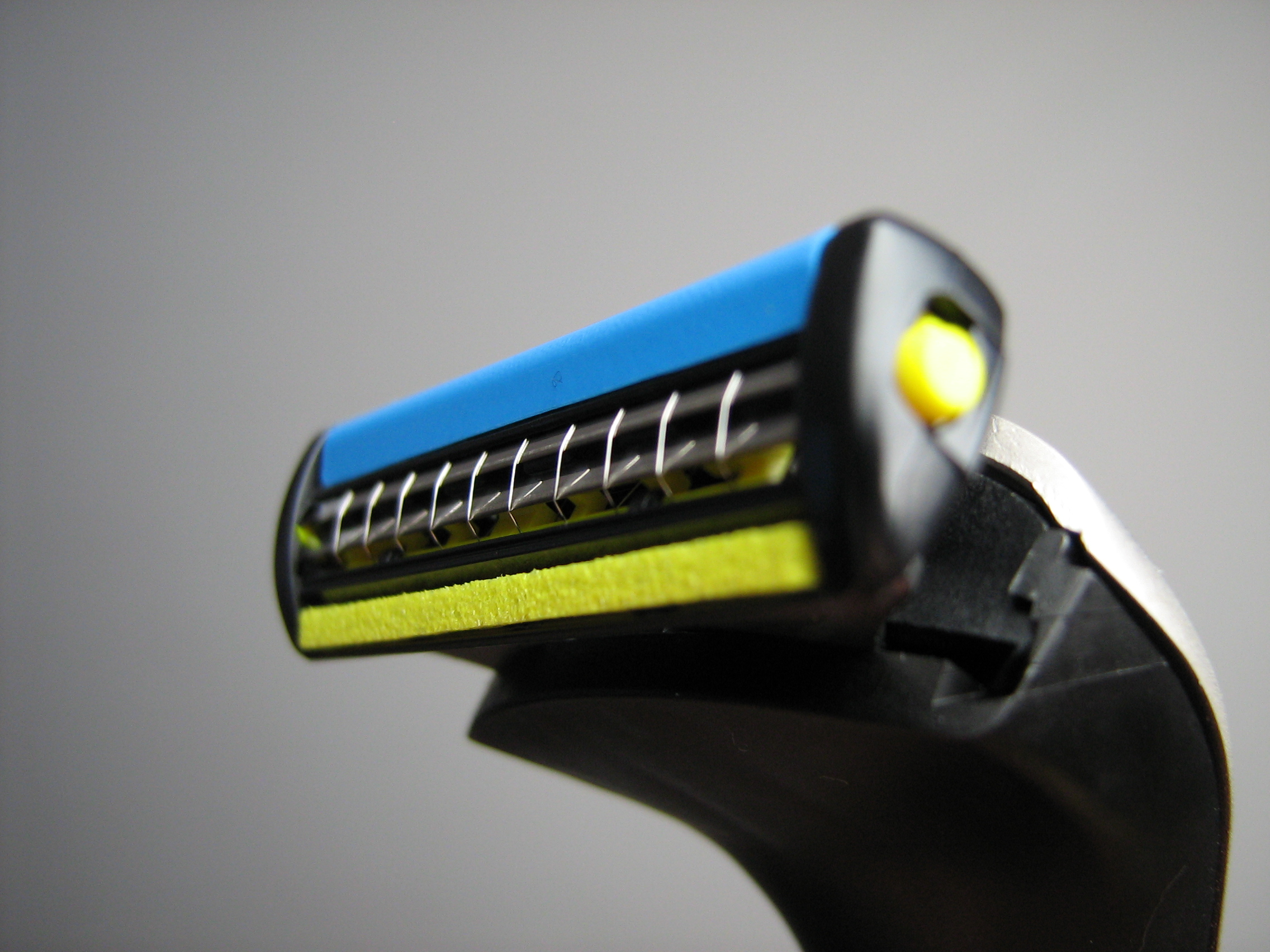
많은 면도기들은 밀착 면도를 보장하기 위해 여러 개의 칼날을 가지고 있다. 면도를 처음 하면 피부가 부드럽고 털이 없어진 느낌을 받지만, 제모 후 몇 시간 지나면 새로운 털이 다시 자라나기 시작할 수 있다.

면도는 면도기와 같은 날붙이 도구를 사용하여 이루어진다. 날이 피부에 가까이 닿도록 하여 원하는 부위의 터미널 모발을 깎아내어 피부를 부드럽게 만든다. 모발 성장 속도에 따라 면도 후 몇 시간 내에 털이 다시 자라는 느낌을 받을 수 있다. 특히 남성의 경우 얼굴을 면도한 후 오후 5시경부터 나타나는 ‘오후 다섯 시 그림자’ 현상이 대표적이다. 이러한 새로 자라는 털을 스터블(stubble)이라고 하며, 면도된 털의 끝이 뾰족하지 않고 무딘 상태로 자라기 때문에 두꺼워 보이지만 실제로는 털이 더 굵게 자라는 것은 아니다.

#### 왁싱
왁싱은 끈적한 왁스와 종이 또는 천 조각을 이용해 털을 뿌리째 뽑아내는 방법이다. 이 방식은 해당 부위를 오랜 기간 털 없이 깨끗하게 유지하는 데 이상적인 제모법으로 꼽힌다. 왁싱 후에는 털이 다시 자라나기까지 보통 3주에서 5주가 걸린다. 지속적으로 왁싱을 한 부위의 털은 면도한 부위의 털에 비해 더 가늘고 약하게 자라는 것으로 알려져 있다.

#### 레이저 제모
레이저 제모는 특정 부위의 털 성장에 관여하는 어두운 색소를 선택적으로 가열하는 작은 레이저 빔을 이용한 미용 시술이다. 이 과정은 피부 조직에 손상을 주지 않으면서 반복적으로 시행되며, 수개월에서 수년에 걸쳐 여러 차례 진행된다. 점차 털의 재성장이 줄어들다가 결국 멈추는 효과를 보이며, 왁싱이나 면도보다 더 영구적인 제모 방법으로 사용된다. 레이저 제모는 많은 병원에서 시술되며, 가정용 제품도 다양하게 출시되어 있다.

#### 커트와 다듬기
머리카락은 일반적으로 다른 체모보다 길기 때문에 가위나 이발기를 사용해 자른다. 긴 머리카락을 가진 사람들은 주로 가위를 사용하여 머리를 자르는 반면, 짧은 머리는 트리머로 다듬는 경우가 많다. 원하는 길이와 머리카락의 건강 상태에 따라 자르거나 다듬지 않는 기간은 다를 수 있다.
잘라낸 머리카락은 가발 제작에 사용되기도 한다. 2010년 전 세계 모발 수입 규모는 12억 4천만 달러에 달했다.

## 사회적 역활
머리카락은 인간에게 매우 중요한 사회적 의미를 지닌다. 인체 대부분의 외부 부위에 털이 자라지만, 손바닥과 발바닥 등 일부 부위에는 털이 나지 않는다. 대부분 사람에게 머리카락은 얼굴, 귀, 머리, 눈썹, 다리, 겨드랑이, 그리고 음부 부위 등 몇몇 특정 부위에서 가장 두드러지게 나타나며, 이 부위들이 가장 흔히 다듬거나 뽑거나 면도되는 부위이기도 하다. 남성과 여성 간의 체모 및 얼굴 털의 뚜렷한 차이는 중요한 2차 성징으로 여겨진다.
세계에서 가장 긴 머리카락 기록은 2004년 5월 8일 기준으로 중국의 셰 치우핑(Xie Qiuping)이 보유하고 있으며, 길이는 5.627미터(18피트 5.5인치)에 달한다. 그녀는 13세였던 1973년부터 머리카락을 길러왔다.

### 지위의 표시
건강한 머리카락은 건강과 젊음을 나타내며, 이는 진화생물학에서 중요한 요소로 여겨진다. 머리카락의 색과 질감은 민족적 조상을 암시할 수 있다. 남성의 얼굴 털은 사춘기의 징후이며, 흰머리나 회색 머리는 나이 또는 유전의 표시로, 이는 염색으로 가릴 수 있으나(일부는 쉽지 않음), 많은 사람들은 이를 자연스럽게 받아들이는 편이다. 남성형 탈모는 일반적으로 노화의 징후로 인식되며, 가발이나 모자, 종교적·문화적 장식으로 감추기도 한다. 그러나 이 탈모는 사춘기 이후 다양한 호르몬 요인에 의해 어떤 연령대에서도 나타날 수 있어 젊은 남성에게도 흔하다. 탈모는 피나스테리드나 미녹시딜 같은 약물로 진행을 늦추거나 모발 이식으로 치료할 수 있으나, 많은 남성은 미용상의 이유로 이런 노력을 불필요하게 여기고 오히려 머리를 민다. 초기 근대 중국에서는 ‘큐’라는 남성 헤어스타일이 있었는데, 이는 앞과 윗부분 머리를 10일마다 밀고 뒷머리는 땋아 왕실 신하들의 곱슬머리와 링글릿을 모방한 탈모 스타일이었다.
헤어스타일은 특정 집단 소속을 나타내기도 한다. 영국 내전 당시 올리버 크롬웰 추종자들은 왕실 신하들의 곱슬머리에 반발해 머리를 짧게 깎아 ‘라운드헤드’라는 별명을 얻었다. 최근 모발의 동위원소 분석은 19세기 사회문화적 교류와 식생활 정보를 밝히는 데 도움을 주고 있다. 1920년대 플래퍼들 사이에서 단발머리가 여성의 전통적 역할에 대한 반항의 상징으로 유행했다. 런던 슬레이드 미술학교의 여성 예술가 그룹인 크롭헤드도 이 스타일을 채택했다. 털이 많이 자라는 지역마다 팔과 다리 털에 대한 관리 방식도 다르다. 일부 종교 집단은 남성과 여성에게 다른 모발 관련 규칙을 따르기도 한다.
많은 하위문화가 특정 헤어스타일을 통해 비공식적 소속을 나타낸다. 히피, 메탈 팬, 인도 사두(성직자)들은 긴 머리를 기르는 경우가 많고, 2000년대와 2010년대 초반에는 이모, 신 키즈, 젊은 힙스터들이 긴 앞머리를 많이 유행시켰다. 펑크족은 모히칸이나 다른 스파이크형 염색 머리를 선호하며, 스킨헤드는 머리를 짧게 깎거나 완전히 밀기도 한다.
수용소에서는 머리를 밀었으며, 긴 머리를 가진 여성에게는 처벌의 의미로 머리 밀기가 행해지기도 했다. 삭발은 군대에서 흔한 헤어스타일이며, 서양의 수도사들은 ‘톤수어’(tonsure)라 불리는 삭발을 한다. 반면, 인도의 일부 성직자들은 머리를 매우 길게 기른다.
기원전 5세기 공자의 시대 중국에서는 효심을 상징하기 위해 머리를 길러 묶는 풍습이 있었다. 일부 문화권에서는 정기적인 미용이 부와 지위의 상징으로 여겨지기도 한다. 라스타파리 운동의 드레드록스는 초창기에 경멸받았으나, 자연스럽게 곱슬거리는 아프리카계 미국인의 머리 질감을 받아들이고 인종적 자부심을 나타내는 상징이 되었다. 아프리카계 미국인은 다양한 혼혈 배경을 가지고 있어 다양한 머리 질감을 지닌다.
영화 《이지 라이더》에서는 두 주인공이 감옥에서 녹슨 면도칼로 강제로 머리를 밀리는 장면이 나오는데, 이는 일부 보수 세력이 반문화 집단에 보이는 관용 부족을 상징한다. 1971년 영국 오즈 재판 후, 피고들은 경찰에 의해 머리를 밀려 대중의 반발을 불러일으켰고, 항소심에서는 가발을 쓰고 법정에 출두했다. 2000년대 중반 브라질에서는 14세 학생이 포호크 헤어스타일 때문에 퇴학당한 사건이 전국적 논란과 법적 대응을 일으켰다.

### 종교적 관습
여성의 머리카락은 머리 스카프로 가려질 수 있으며, 이는 이슬람에서 히잡의 일반적인 부분으로서 겸손함의 상징이다. 또한 동방 정교회에서는 특정 종교 의식에서 요구되는 겸손함의 표시로 머리 스카프 착용이 이루어진다. 러시아 정교회에서는 결혼한 모든 여성이 교회 내에서 머리 스카프를 착용해야 하며, 이 전통은 종종 결혼 여부에 관계없이 모든 여성에게 확장되기도 한다. 정통 유대교에서도 결혼한 여성들이 겸손의 이유로 스카프나 기타 머리 덮개를 사용하는 것이 명령되어 있다. 특정 힌두교 종파에서도 종교적 이유로 머리 스카프를 착용한다.
시크교에서는 머리카락을 자르지 않는 의무가 있는데, 머리카락을 자르는 시크교도는 ‘배교자’로 간주되어 종교에서 벗어난 자가 된다. 남성들은 머리카락을 머리 위에 묶어 올린 뒤 터번으로 적절히 덮는다. 고대부터 현대에 이르기까지 여러 종교에서 드레드락을 허용하거나 권장하는 경우가 있으며, 사람들은 또한 패션으로 드레드락을 착용하기도 한다.
가톨릭 수녀들은 겸손과 세속으로부터의 분리를 상징하기 위하여, 수녀복의 일부인 베일을 착용하며, 머리카락을 감추는 경우가 많다. 일부 수녀들은 아예 머리를 밀기도 하는데, 이는 세속적인 욕망과 아름다움에 대한 집착을 버리고 신에게 헌신한다는 의미를 지닌다. 머리카락을 가리는 행위는 신성한 삶과 영적 순결을 상징하는 표지로 여겨진다.
남성의 경우, 이슬람, 유대교, 개신교, 로마 가톨릭교회 등 다양한 종교 단체들이 머리와 머리카락 일부를 가리는 것을 권하거나 요구해 왔으며, 남성의 얼굴 및 머리카락 자르기에 관한 규정도 존재한다. 역사적으로 그리고 현대에 이르기까지 일부 기독교 종파에서는 여성의 머리카락을 자르는 것을 종교적으로 금지하기도 했다. 일부 수니파 법학파(madhab)에서는 쿠피(kufi)나 토피(topi)를 쓰는 것이 순나(sunnah)의 한 형태로 여겨진다. 브라만 남성들은 머리를 밀되, 머리 한 부분은 남겨 두어 꼭지머리 형태로 유지하는 것이 규정되어 있다.

### 아랍 시에서
고대부터 여성의 길고 풍성하며 곱슬거리는 머리카락은 아랍 시에서 중요한 소재로 등장해 왔다. 이슬람 이전 시대의 시인들은 여성의 머리카락을 묘사할 때 제한적인 비유를 사용하였다. 예를 들어, 알아샤는 사랑하는 이의 머리카락을 “포도송이가 내게 늘어진 정원”에 비유하는 구절을 남겼으나, 바샤르 이븐 부르드는 이를 다소 이례적으로 여겼다. 초기 시인들, 특히 임루 알-카이스는 머리카락을 대추 열매 다발에 비유하기도 하였다.
그러나 아바스 시대에 이르러서는 머리카락을 표현하는 이미지가 크게 확장되었는데, 특히 칼리프 알아민의 궁정에서 유행한 ‘사랑의 고리’(수드그)라 불리는 관자놀이를 감싸는 머리카락이 그 중심이었다. 머리카락의 곱슬거림은 갈고리와 사슬, 문자(파, 와우, 람, 눈), 전갈, 환형동물, 그리고 폴로 스틱에 비유되었다. 예컨대 시인 이븐 알무타즈는 머리카락 한 올과 점을 폴로 스틱이 공을 치는 모습에 비유하였다.

## 같이 보기
- 헤어 케어
- 백발
- 백모증
- 모피

## 참고 내용
- Iyengar, B. (1998). “The hair follicle is a specialized UV receptor in human skin?”. 《Bio Signals Recep》 7 (3): 188–194. doi:10.1159/000014544. PMID 9672761. S2CID 46864921.
- Jablonski, N.G. (2006). 《Skin: a natural history》. Berkeley, CA: University of California Press.
- Rogers, Alan R.; Iltis, David; Wooding, Stephen (2004). “Genetic variation at the MC1R locus and the time since loss of human body hair”. 《Current Anthropology》 45 (1): 105–108. doi:10.1086/381006. S2CID 224795768.
- Tishkoff, S. A.; Dietzsch, E.; Speed, W.; Pakstis, A. J.; Kidd, J. R.; Cheung, K.; Bonne-Tamir, B.; Santachiara-Benerecetti, A. S.;  외. (1996). “Global patterns of linkage disequilibrium at the CD4 locus and modern human origins”. 《Science》 271 (5254): 1380–1387. Bibcode:1996Sci...271.1380T. doi:10.1126/science.271.5254.1380. PMID 8596909. S2CID 4266475.